# Los Trotamúsicos
Los Trotamúsicos (Los cuatro músicos de Bremen) es una serie de televisión de dibujos animados de 26 episodios coproducida por TVE y Estudios Cruz Delgado y realizada y dirigida por Cruz Delgado. Se emitió entre 1989 y 1990, y siguió programándose durante casi una década en la parrilla de TVE. Está basada en el cuento de los hermanos Grimm Los músicos de Bremen.
La serie sigue la historia de cuatro animales amigos: el valeroso gallo Koky, el cándido burro Tonto, el sagaz perro Lupo y el gato Burlón, que forman un grupo musical en el que tocan respectivamente la guitarra, la batería, la trompeta y el saxofón.

## La serie como objetivo
La serie nos muestra la clara objetividad de sus protagonistas en ayudar a todo quien lo necesita, el respeto de la naturaleza y el fomento de los valores morales y éticos de la amistad, pues nunca se separaban y vivían un sinfín de aventuras los cuatro siempre juntos.

## Marco histórico
Aunque nunca se citan fechas, los escenarios y los instrumentos utilizados (con la excepción de la guitarra de Koky, mucho más moderna), la indumentaria de los personajes humanos y otros aspectos la sitúan en la Alemania de la primera mitad del siglo XX. Resultan de importancia en este aspecto la forma típica de las bicicletas de Chef y Bestia, el automóvil del Burgomaestre o las ropas campesinas (esto es especialmente evidente en los cuatro primeros capítulos de la serie).

## Trama
Los cuatro protagonistas, Koky, Lupo, Burlón y Tonto, huyen de sus respectivas vidas en las que, por diversas cuestiones, no son felices. Tras conocerse y ver que compartían varias cosas en común, se alojan en un caserío de un bosque cercano a Bremen, que pertenece a una pequeña panda de ladrones (Chef, Bestia y Tapón). Tras lograr echar a los ladrones y apoderarse del caserío, la serie gira en torno a las aventuras que viven los 4 animales, donde tratan de proteger al bosque, a la ciudad de Bremen y sus habitantes, o de defender su propia casa ante los intentos de los ladrones por recuperarla.

## Personajes
- Koky: Gallo de color rojo, que se escapó de la granja donde trabajaba ya que su amo lo iba a sacrificar debido a que se pasaba las noches de fiesta con las gallinas y luego por la mañana, al salir el sol, se olvidaba de cantar. Es valeroso, atrevido y vivaz; toca la guitarra eléctrica. Voz: Rafael Alonso Naranjo Jr.

- Tonto: Asno de color marrón, que se escapó de su dueña la cual le hacía llevar un exceso de carga para sus capacidades y al que además maltrataba al no ser éste capaz de cumplir con su cometido, fustigándole. Es pausado, asustadizo y de buen corazón; toca la batería. Voz: Gonzalo Durán

- Lupo: Perro blanco de orejas negras. Se escapó de su amo el cual le explotaba haciéndole bailar en las plazas de los pueblos, quedándose él con todos los beneficios para emborracharse dándole al animal un mínimo cobijo y alimento. Es inteligente, concienzudo y ejerce como jefe del grupo. Toca una trompeta de oro que ganó el grupo en el concurso musical de Bremen. Voz: Eduardo Jover

- Burlón: Gato grisáceo que vivía en el caserón antes de la llegada de los demás, escondido de los ladrones. Al llegar los otros componentes del grupo se acaba uniendo a ellos. Es asustadizo, cascarrabias y sátiro. Toca el saxofón. Voz: Claudio Serrano

- Chef, Bestia y Tapón: Son los archienemigos de los Trotamúsicos. La enemistad entre ellos surge por la ocupación por parte de los simpáticos animalillos de la mansión o "guarida", hasta entonces vivienda de estos malvados.

1. Chef es el líder del grupo; se irrita con facilidad y no se le ven los ojos, que cubre con unas gafas de sol. Voz: Simón Ramírez
2. Bestia es la fuerza bruta del grupo. Con barbilla prominente sin afeitar y poquísima inteligencia, es un comilón empedernido. Voz: Luis Marín
3. Tapón también hace honor a su nombre, pues es muy bajito. Es quizás, el más inteligente del grupo y es capaz de reprochar en alguna ocasión los errores de su jefe. Se traslada montado en el perro del grupo, llamado Atila. Voz: Eduardo Jover

- Atila: Perro oscuro perteneciente a la banda de los ladrones. Es seguramente el único animal de la serie que no habla, exceptuando un capítulo en el cual se golpea la cabeza y pierde la razón, haciéndose bueno y amigo de los trotamusicos, para luego volver a la normalidad. Es asustadizo, pero fiel a su banda. Voz: Rafael Calvo

- Rat Rater ("el quinto músico"): Aspirante a entrar en los Trotamúsicos. Es un ratón de moral discutible y una estridente voz, que él cree sublime. Su carácter presumido e irritante le hace sufrir los apetitos alimenticios de Burlón. Aparece en dos capítulos de la serie. Voz: José Carabias

- Burgomaestre. Es el bonachón alcalde de Bremen. Le encantan las melodías de los Trotamúsicos, y en alguna ocasión estos le salvan del peligro de Chef, Bestia y Tapón. Es quien entrega a Lupo una trompeta de oro y brillantes como premio por ganar el Festival Musical de la ciudad; trompeta de una discutible resistencia, al romperse constantemente una de sus teclas. José Luis Baltanás

- Sra. del Burgomaestre: Es la mujer del Burgomaestre, aparece en algunos capítulos. Voz: Ana María Saizar

- Otto : Es el chofer del Burgomaestre, aparece en algunos capítulos, con el fin de atrapar a la Banda de Chef, que aparecen en algunos actos del Burgomaestre. Voz: Antonio Prieto

- Los nietos del Burgomaestre: Son niños que aparecen en el capítulo Ladrones Navideños.

- Policías: Son los ayudantes del Burgomaestre y su señora, que capturan a la Banda de Chef y posteriormente lo expulsan de la cárcel.

- Otros Animales: Son residentes del bosque, ayudan a evadir a los ladrones, quienes son los dueños de la guarida, donde viven los Trotamúsicos.

- Embajador Francés: Autoridad que aparece en el capítulo Aventura en el Montgolfo.

- Genio Ingenioso: Genio que vive en una gruta del bosque. Posee contundentes poderes mágicos, los cuales usa con buenas intenciones. Voz: Rafael de Penagos.

- Cascarrabias : Cuervo de color negro, que vive en un árbol adyacente al caserón de los protagonistas. Se entera de todos los chismes que circulan por el bosque y suele quejarse de cualquier inconveniente.

- Mami: Es la vaca de la granja donde vivía Koky, aparece en los primeros episodios, junto a Bella y Ocarina. Junto a Koky, Tonto, Lupo y Burlón,  intentan apresar a Chef y su Banda.

- Bella: Es la gallina de la granja donde vivía Koky, aparece en los primeros episodios y en Ladrones Navideños.

- Ocarina: Es la oca de la granja, aparece en los primeros episodios.

- El granjero: Cuidador de la granja, aparece en 2 episodios de la serie.

- Hans y su caballo: Es el vecino del granjero. Aparece en los primeros episodios, buscando junto al amo a Koky, Mami, Bella y Ocarina tras fugarse estos de la granja; ayuda al amo a construir una reja para que no se le escapen los animales.

- La dueña de Tonto y su sobrina: Es la dueña del burro, que le hace cargar una pesada carga, intentando vender el asno en una feria.

- Espectadores: Es el público que aparece en la plaza en 3 episodios, de los cuales en 2 aplauden a los Trotamúsicos.

La película, estrenada en 1989, ganó un premio Goya a la mejor película de animación en 1990 y una mención especial en el Festival de Moscú de animación en ese mismo año.

## Lista de episodios
- 1. La fuga de Koky.
- 2. Atraco en el bosque.
- 3. Casa de fantasmas.
- 4. ¡Todos a Bremen!.
- 5. Los amigos del bosque.
- 6. El quinto músico.
- 7. El tesoro de la gruta.
- 8. El rapto de Tonto.
- 9. Tropiezos y trapecios.
- 10. Las genialidades del genio Ingenioso.
- 11. La aventura del Montgolfo.
- 12. ¡Menudo equipo!.
- 13. Ladrones navideños.
- 14. El gigante bondadoso.
- 15. El gas bailarín.
- 16. La merienda del lobo.
- 17. Una aventura cañón.
- 18. El laberinto perdido.
- 19. El pequeño elefante blanco.
- 20. El regreso de Rat Rater.
- 21. Contragolpe, golpetazo.
- 22. Aventura en la granja.
- 23. El extraño caso raro.
- 24. El primo Guasón.
- 25. Búsqueda en el bosque.
- 26. Un grupo inseparable.

## Emisiones internacionales

### Brasil
La serie fue doblada en portugués brasileño y se lanzó en DVD con el título de "Os Saltimbancos."

### Chile
La serie fue emitida en 1990 por UCV Televisión en el horario de la tarde Hasta 1997. También fue emitida por Chilevisión en esa misma época.

### Portugal
La serie también fue doblada en portugués europeo con el título de "Os 4 Músicos de Bremen", y se emitió en RTP2 en 1993.

## Banda sonora
- 1. Koky, el Rey del Corral (Tema de Koky)
- 2. Baila, Lupo Baila (Tema de Lupo)
- 3. Súperganadores
- 4. Los Cuatro Músicos de Bremen (Tema Principal)
- 5. Marcha de Los Ladrones (Tema de Los Ladrones)
- 6. Esto Tiene Mucho Ritmo (Tema en el Bosque)
- 7. Te Queremos, Tonto (Tema de Tonto)
- 8. Que corra la voz
- 9. Los Trotamúsicos
- 10. Dejadme Maullar (Tema de Burlón)